# Bartosz Wielgosz
Bartosz Michał Wielgosz (ur. 23 maja 1973) – polski muzyk, klawiszowiec zespołu Ha-Dwa-O!, muzyk sesyjny współpracujący z zespołem Kombii (do lutego 2013). Jest także kompozytorem, autorem muzyki do takich hitów jak: Pokolenie, Awinion i Zaczaruj mnie a także Chwila i Krople zespołu Kombii oraz Bezimienni Papa Dance.